# Мисията невъзможна: Престъпна нация
„Мисията невъзможна: Престъпна нация“ (на английски: Mission: Impossible – Rogue Nation) е американски шпионски екшън от 2015 г. на режисьора Кристофър Маккуори. Това е петият филм от поредицата „Мисията невъзможна“.

## Сюжет
Итън Хънт е беглец от американските власти, докато се опитва да докаже съществуването на международен терористичен синдикат.

## Актьорски състав
| Актьор          | Роля         |
| --------------- | ------------ |
| Том Круз        | Итън Хънт    |
| Ребека Фъргюсън | Илса Фауст   |
| Джеръми Ренър   | Уилям Бранд  |
| Саймън Пег      | Бенджи Дън   |
| Винг Реймс      | Лутър Стикел |
| Шон Харис       | Соломон Лейн |
| Алек Болдуин    | Алън Хънли   |
| Саймън Макбърни | Атли         |

## Награди и номинации
| Категория                 | Номиниран(и)              | Резултат                  |
| Емпайър (20 март 2016 г.) | Емпайър (20 март 2016 г.) | Емпайър (20 март 2016 г.) |
| ------------------------- | ------------------------- | ------------------------- |
| Най-добър трилър филм     | Най-добър трилър филм     | номинация                 |
| Най-добър женски дебют    | Ребека Фъргюсън           | номинация                 |